# 14003 Waynegilmore
14003 Waynegilmore este o planetă minoră (asteroid), cu un diametru de 2,597 km, din centura de asteroizi. A fost descoperită pe 20 iulie 1993 la Observatorul La Silla de Eric Walter Elst. 
Obiectul prezintă o orbită caracterizată de o semiaxă mare de 2,5971937 UAi, o excentricitate de 0,06, o înclinație de 3,87878 ° în raport cu ecliptica.